# Перевал Хайван
Перевал Хайван (в'єт. Đèo Hải Vân, досл. «перевал океана хмар»), або перевал Айван (в'єт. đèo Ải Vân, «перевал з воротами»), або перевал Май (в'єт. đèo Mây, «хмарний перевал»); також Коль-де-Нюаж (фр. Col des Nuages, «хмарний перевал») — це гірський перевал висотою 496 м та довжиною приблизно 21 км на Національній дорозі 1 у В’єтнамі. Він перетинає відгалуження більшого Аннамського хребта, що занурюється у Східне море (в'єт. Biển Đông),  на кордоні Дананга і провінції Тхиатх'єн-Хюе, поблизу національного парку Батьма. Історично перевал був природним розділом між королівствами Тямпа і Дайв'єт.
Звивиста дорога на перевалі вже давно є викликом для водіїв, які подорожують між містами Хюе і Дананг. З моменту завершення будівництва тунеля Хайван транспортний рух і безпека пересування покращилися.

## Огляд
Перевал Хайван перетинає відріг Аннамітів, який виходить із заходу та врізається в Східнов'єтнамське море, утворюючи півострів Хайван та прилеглий острів Шонча (в'єт. hòn Sơn Trà). Перевал, який колись формував кордон між королівствами Дайв'єт і Тямпа у 1306 році, також утворює межу між кліматом північного та південного В'єтнаму, захищаючи Дананг від холодних «китайських вітрів», що дмуть із північного заходу. У зимові місяці (листопад–березень), наприклад, погода на північній стороні перевалу може бути вологою та холодною, тоді як на південній стороні — теплою та сухою.
Перевал відомий своєю мальовничою красою. Ведучий Джеремі Кларксон, тоді ведучий автомобільної програми BBC Top Gear, показав перевал під час шоу 2008 року Vietnam Special, назвавши дорогу «безлюдна стрічка досконалості — одна з найкращих берегових доріг у світі».

## Історія
Перевал мав велике стратегічне значення в історії В’єтнаму і протягом тривалого часу був суттєвою перешкодою для будь-якої сухопутної армії, яка намагалася просуватися між північними та центральними регіонами країни.
У I ст. н.е. китайський полководець Ма Юань (в'єт. Mã Viện), «заспокоївши» північний В'єтнам, просунувся на південь і позначив південний кордон імперії Хань, встановлюючи бронзові колони, можливо, саме на перевалі Хайван. Ma Юань також залишив кілька сімей китайських військових, щоб утримувати кордон. Коли наприкінці II століття імперія Хань розпалася, місцеве королівство Ліньї (Ламап), попередник середньовічної державни Тямпа, було створено саме одним з чиновників ханьської прикордонної адміністрації, ймовірно, дещо північніше, — в районі сучасного Хюе.
На північній стороні гори, біля моря, знаходиться Печера Кажанів, широко відома як Байтьєу (в'єт. Bãi Tiêu). Легенда свідчить, що біля нього в минулому часто були великі хвилі, і човни, проходячи через нього, перекидалися й тонули, тому існує прислів’я: «Якщо ти в дорозі, бійся Хайван / Якщо ти на воді, бійся хвиль Печери Кажанів» 

## Транспорт
Через перевал проходять два основні транспортні шляхи: трансв'єтнамське шосе — головна автомагістраль В’єтнаму північ-південь, і Залізниця Північ–Південь. Автотраса використовує тунель Хайван — найдовший тунель у Південно-Східній Азії; тоді як залізниця, проходячи через низку тунелів, слідує вздовж узбережжя.

### Аварії
Утім, окрім краси, перевал також відомий своєю складністю. У вірші князя Південного Дайв'єту Нгуєна Фук Тю (1675–1725) Хайван описується як «найнебезпечніша гора у В’єтнамі» (в'єт. Việt Nam hiểm ải thử sơn điên). Видимість на перевалі часто погіршується через сумнозвісні тумани, що піднімаються з моря. Укупі із звивистим маршрутом дороги через перевал це було серйозною проблемою для водіїв до будівництва тунелю Хайван. Перевал був місцем принаймні двох самих серйозних у В'єтнамі залізничних аварій та однієї авіакатастрофи.
- 24 червня 1953 р. – Сходження з рейок Col des Nuages у 1953: «Близько 100 або більше» загинуло, коли два локомотиви та 18 вагонів пасажирського поїзда впали з висоти 50 футів (15 метрів) через саботований міст на перевалі Хайван. Офіційні особи заявили, що сильний вибуховий заряд спрацював у момент проходження поїздом  віадуку, і той впав в яр. Перевал часто бував ціллю атак прибічників В'єтмінь.[5]
- 28 грудня 1969 р. — вертоліт морської піхоти Сполучених Штатів CH-46 № 153379 з 364 ескадрильї середніх вертольотів морської піхоти розбився на перевалі Хайван. У вертольота виникли проблеми з радіозв'язком під час польоту вночі по приладах. Під час авіакатастрофи загинули всі 10 членів екіпажу та пасажири. Частина хвостового пілона з емблемою ескадрильї виставлена в Національному музеї морської піхоти.[6]
- 12 березня 2005 р. – зходження з рейок у Фулок у 2005: пасажирський швидкісний поїзд на зализниці Північ-Південь зійшов з рейок на північ від перевалу Хайван, в окрузі Фулок (в'єт. Phú Lộc), провінція Тхиатх'єн-Хюе, 11 людей загинуло і сотні постраждали. Аварія сталася, коли потяг прямував на південь із Ханоя до Хошиміна.[7]

## Галерея

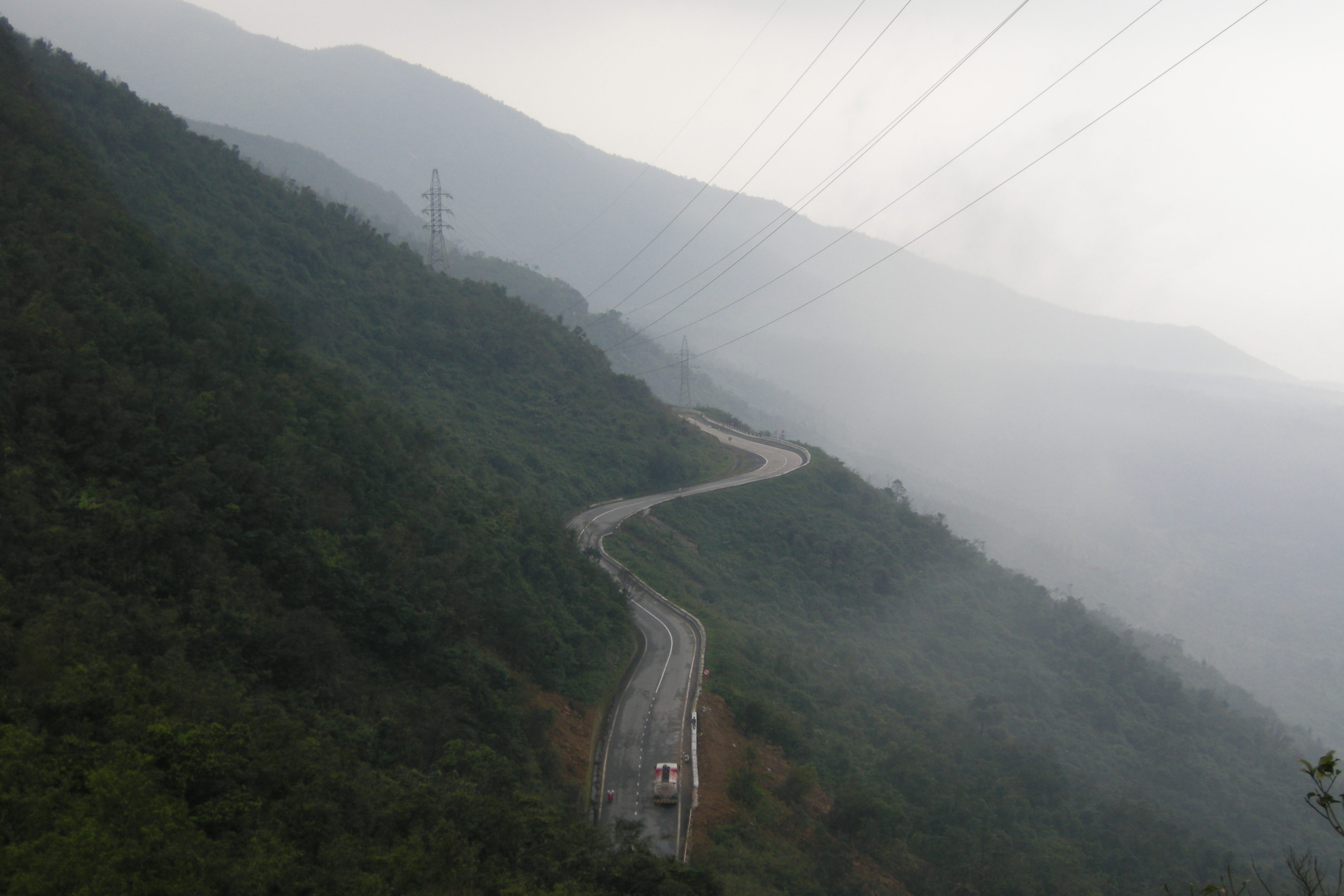
Вид на півнич
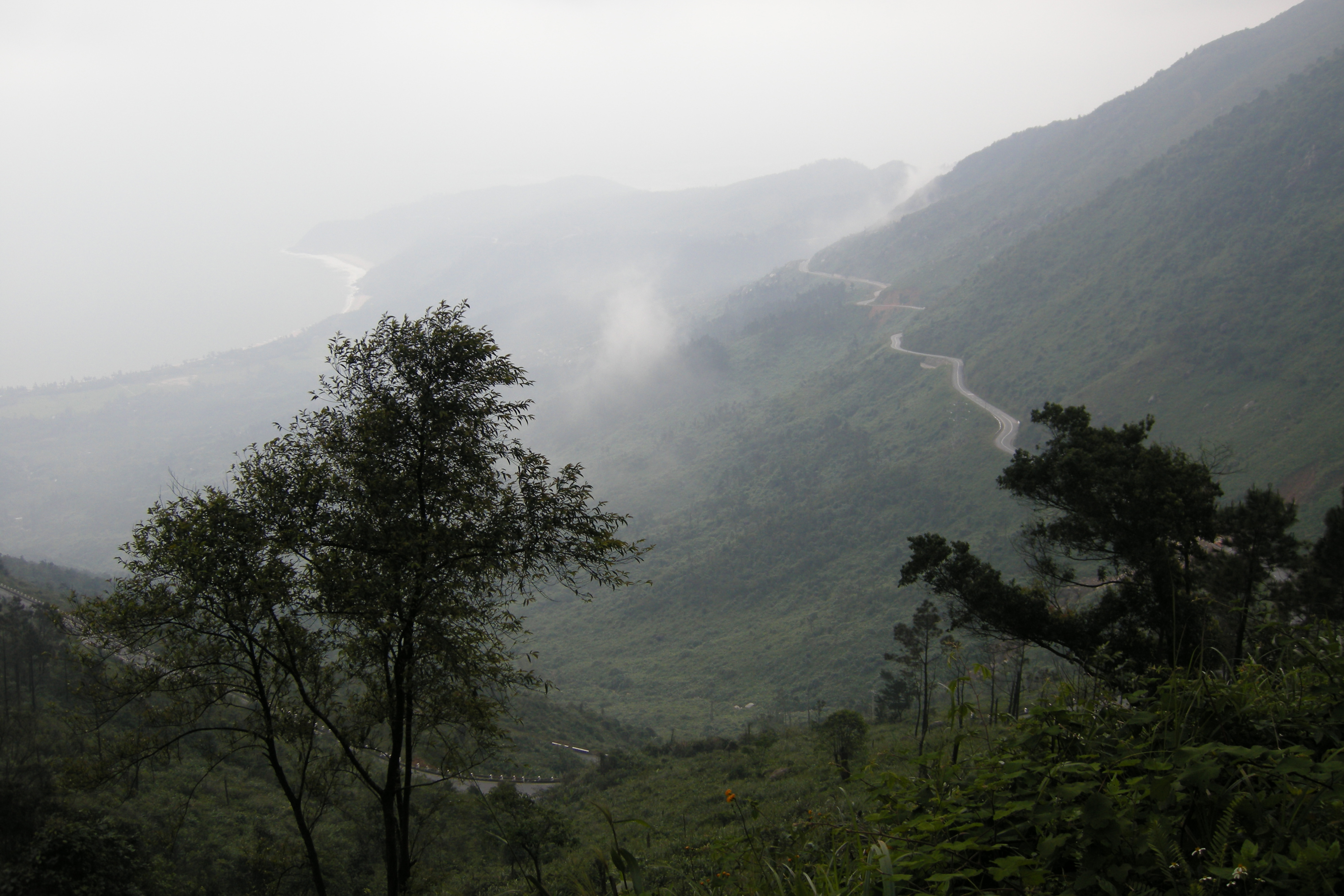
Вид на південь
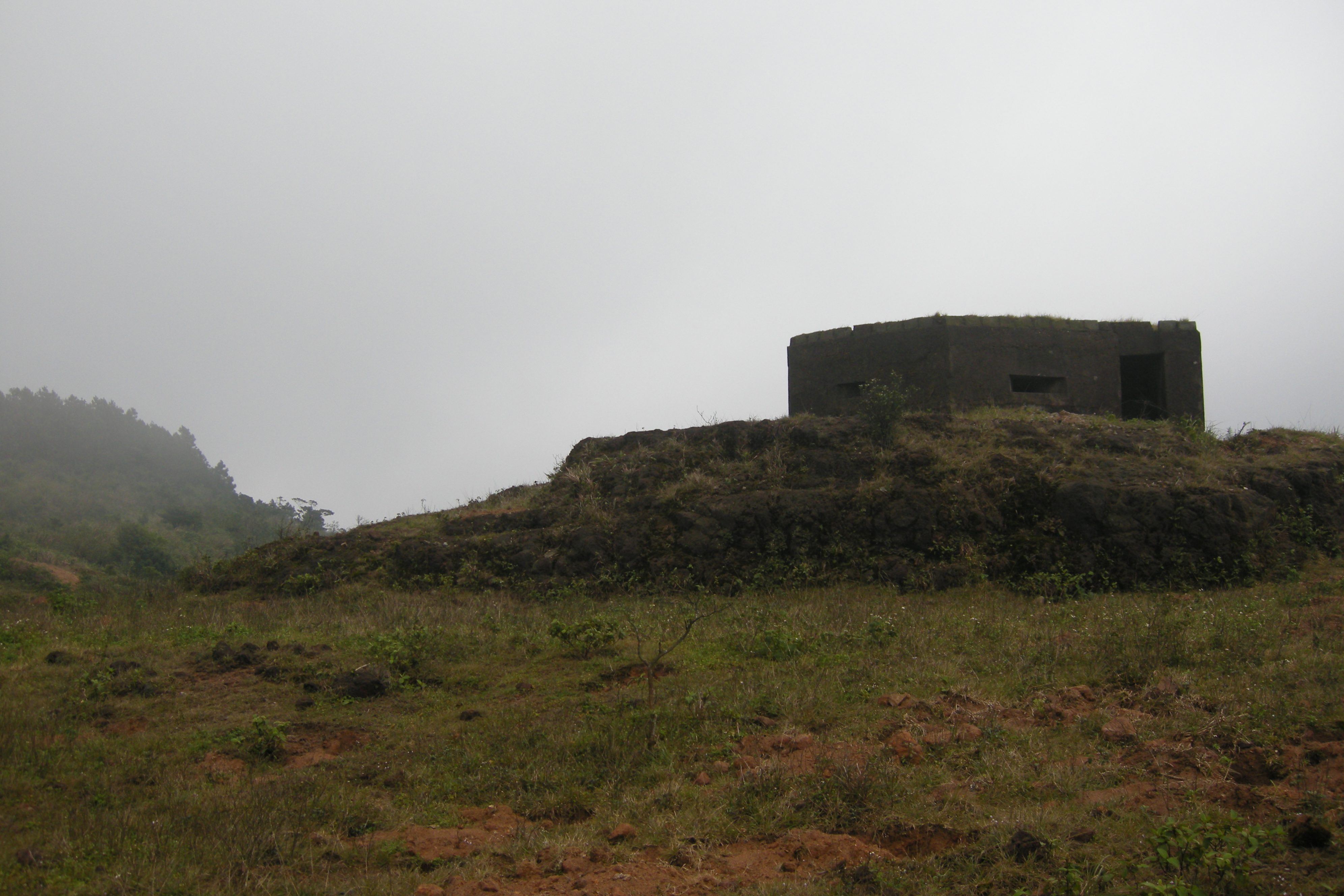
Бетонні бункери США
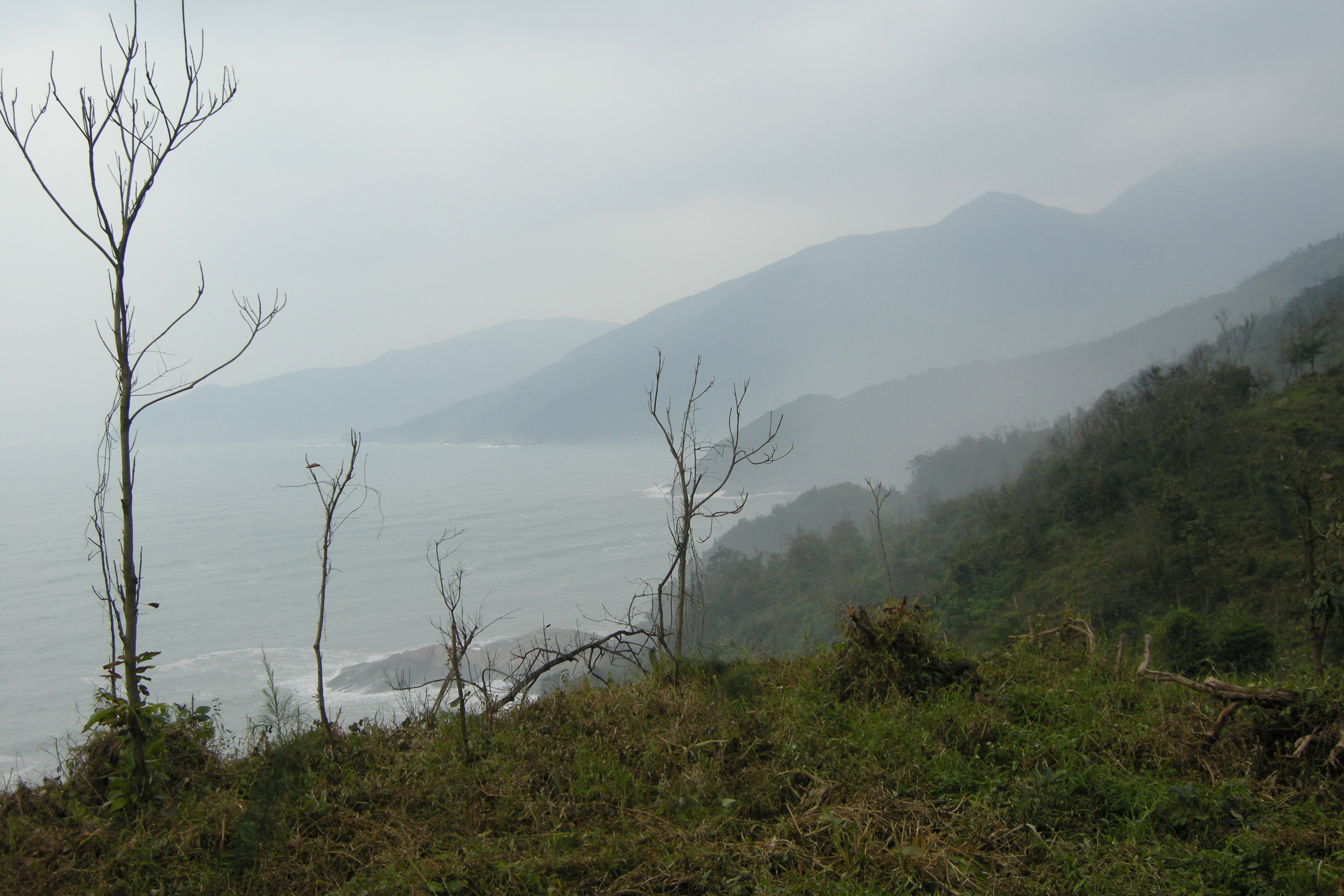
Панорама Східнов'єтнамського морського узбережжя
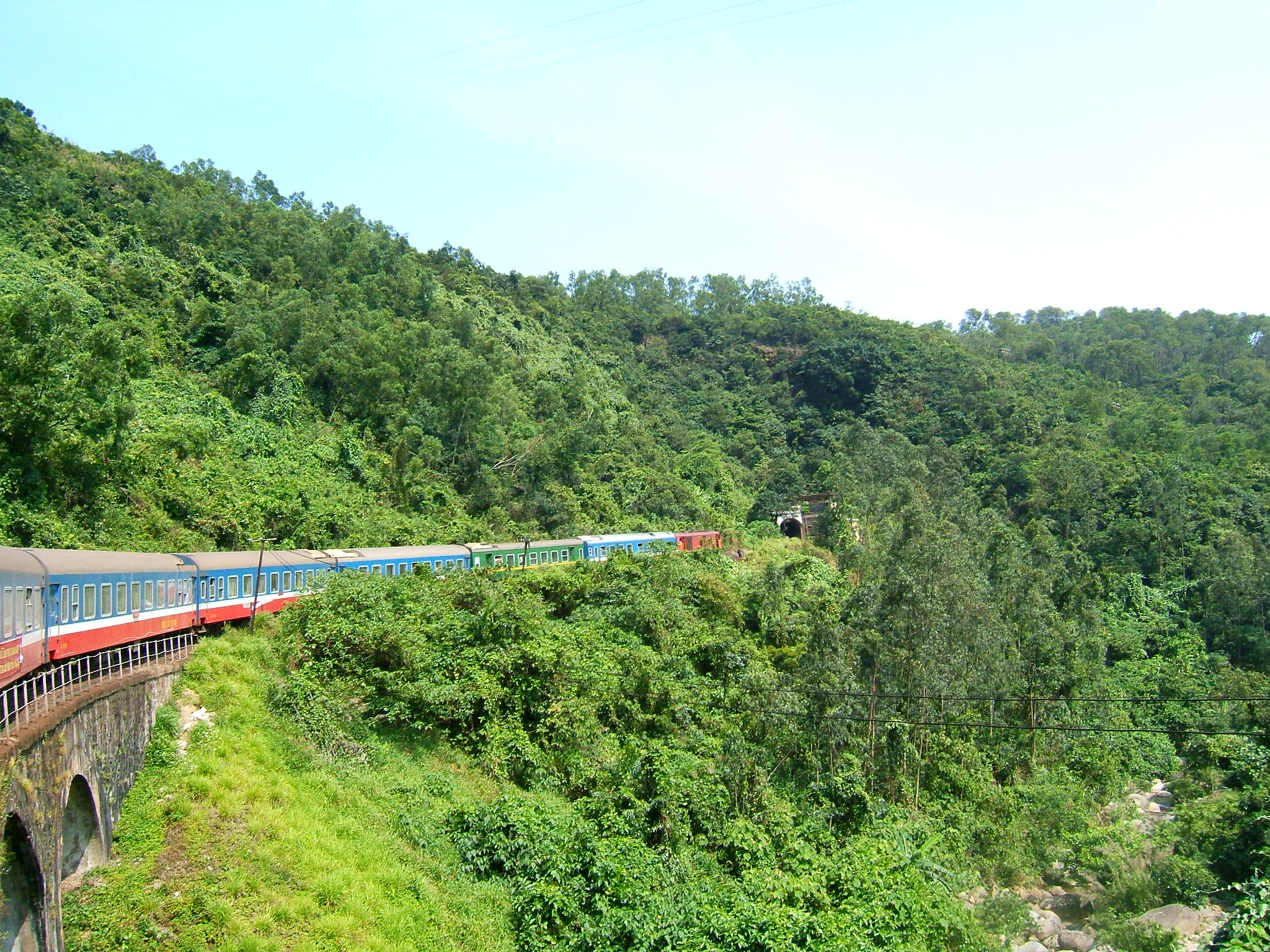
Потяг з Куангнама на північ
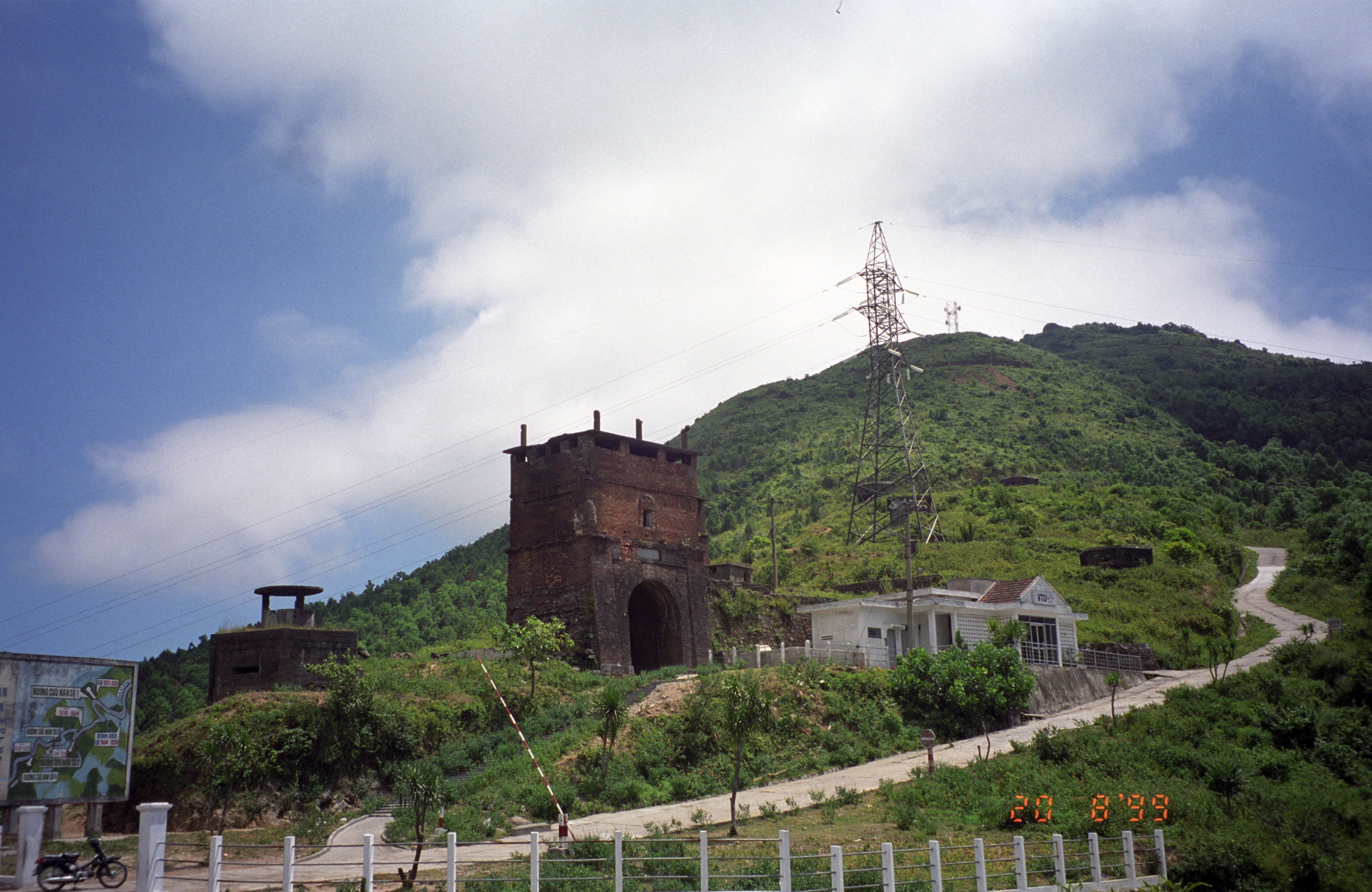
Вид з перевалу на гору
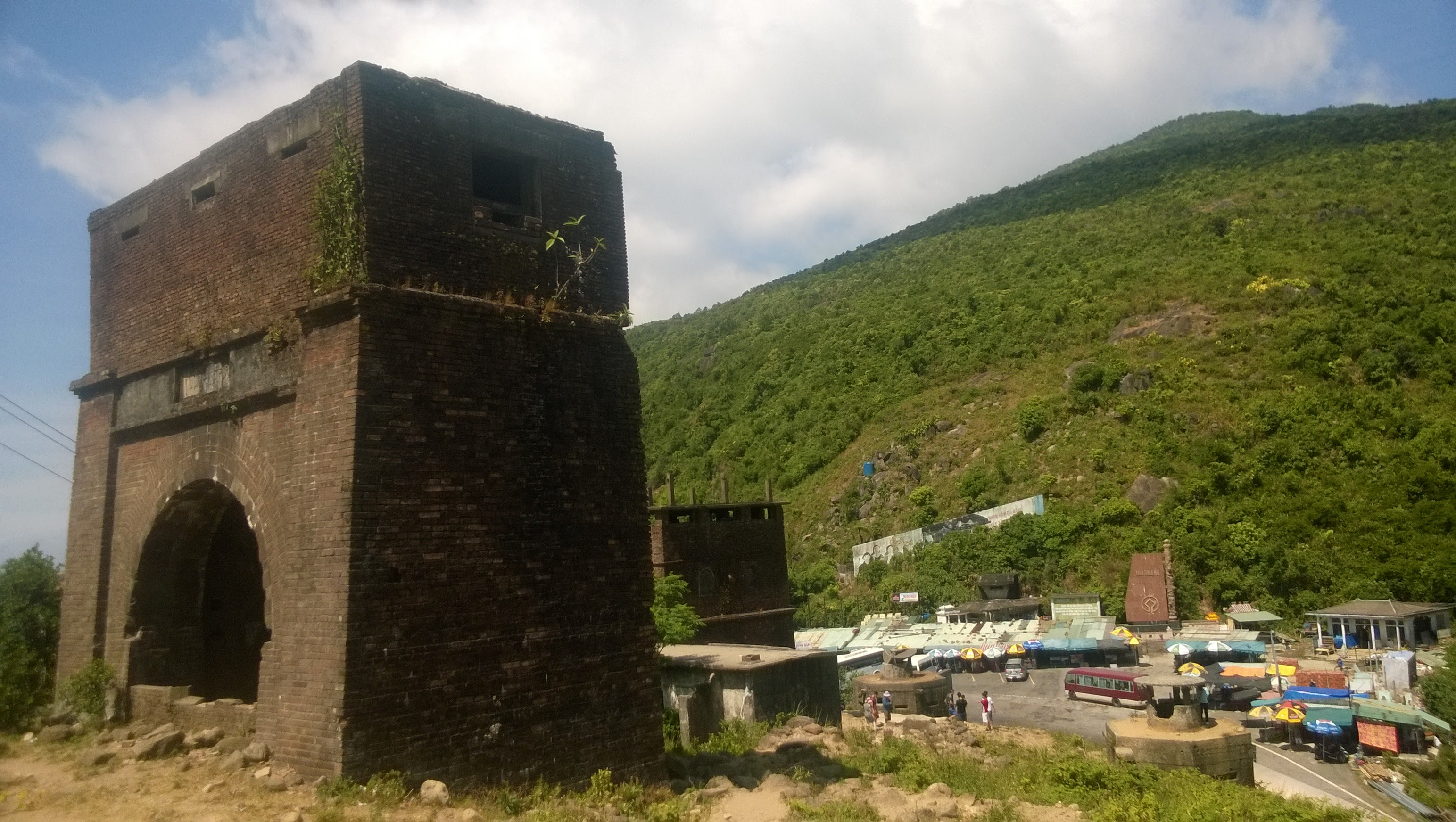
Вхідні ворота Hải Vân Quan
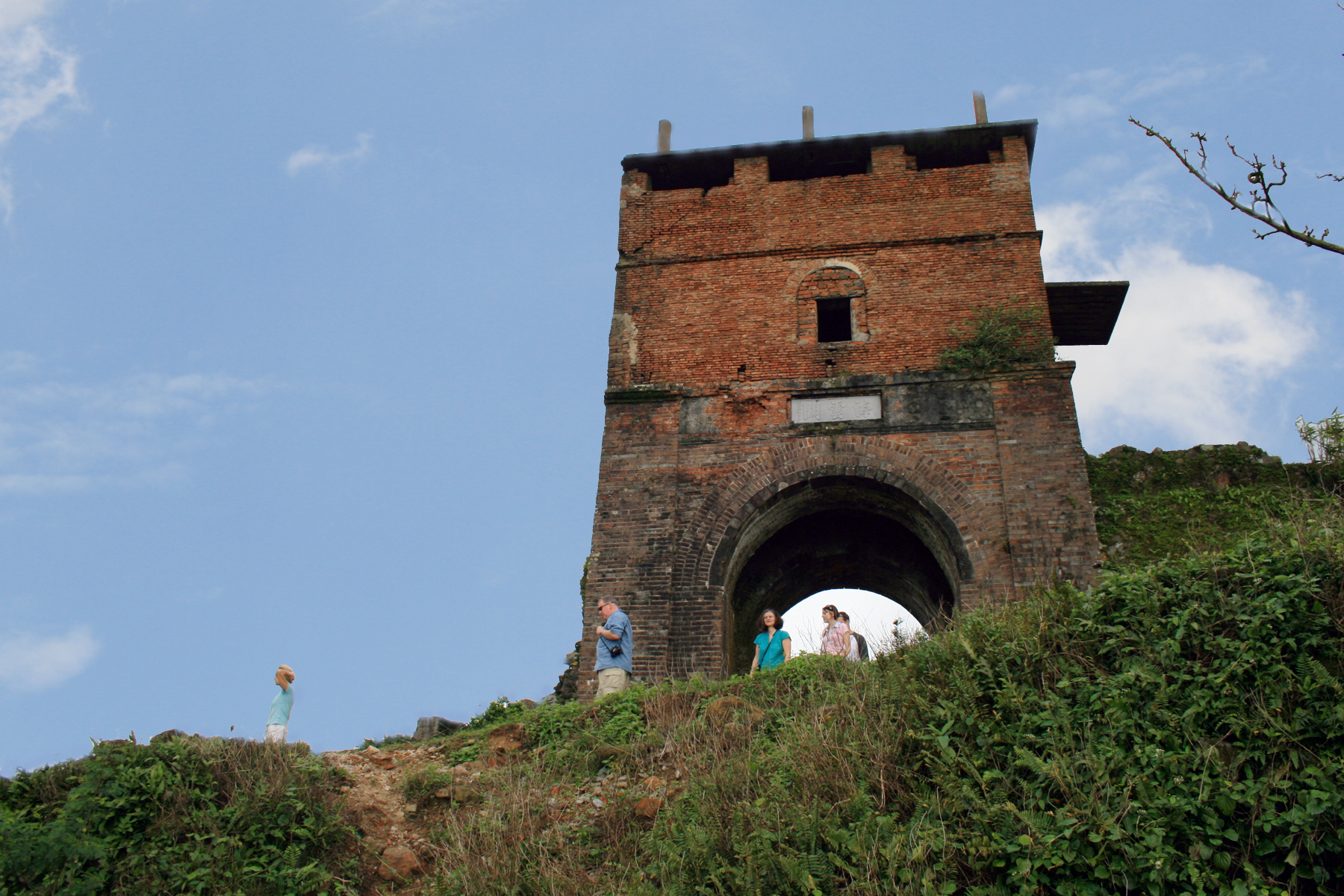
Вхідні ворота
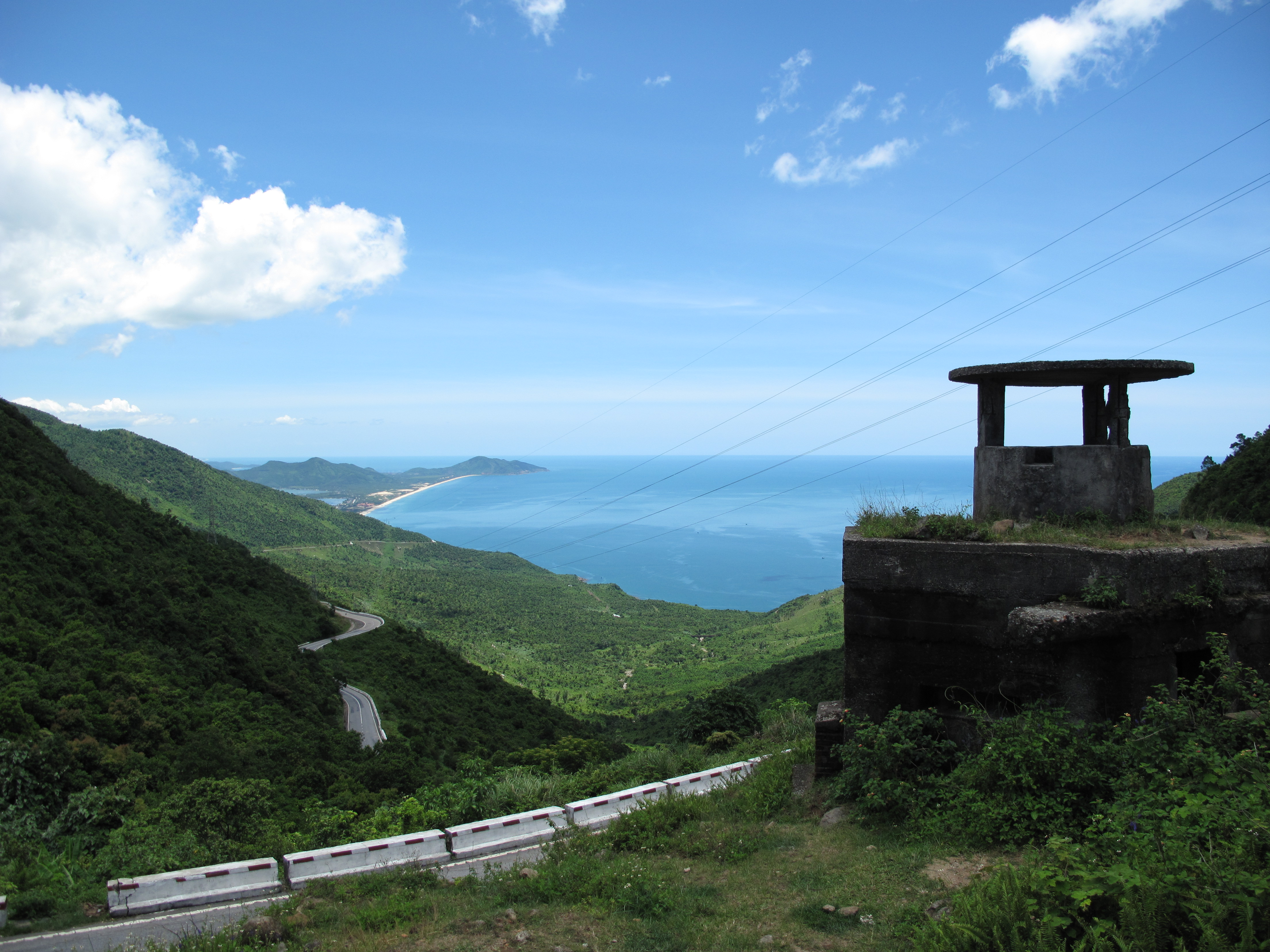
Залишки бункера з видом на пляж Лангко (в'єт. Lăng Cô)
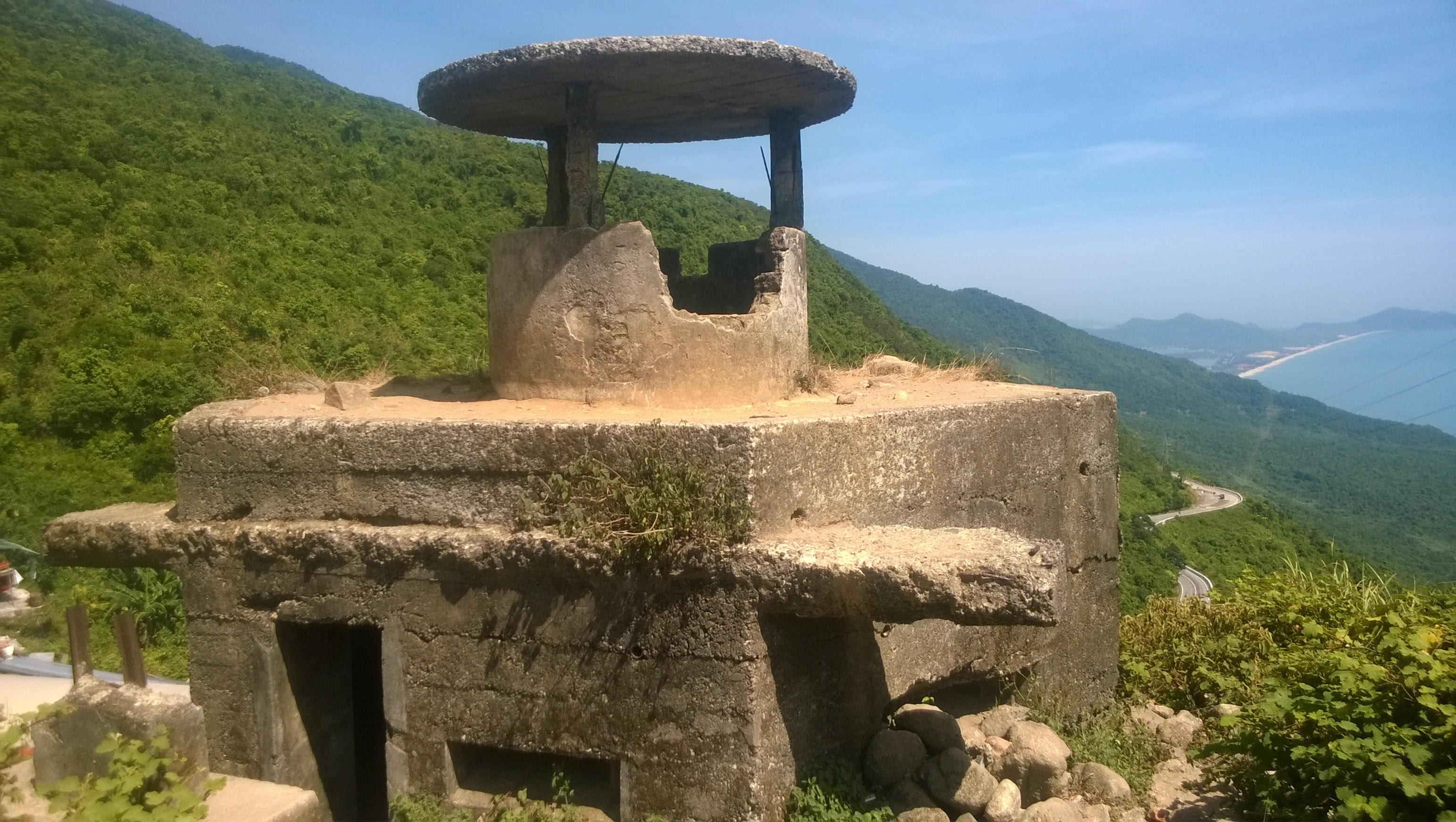